# دائرة سوق أهراس
دائرة سوق أهراس دائرة في ولاية سوق أهراس. مركزها بلدية سوق أهراس.
سوق أهراس (بتيفيناغ: وبالفرنسية: Souk Ahras) هي مدينة جزائرية تلقب بسوق الأسود لأن المدينة في السابق كانت تحوي سوقا مهما لتجارة الأسود، يطلق عليها الأمازيغ اسم طاغاست، وتاجيلت وهو اسمها الأمازيغي القديم، لعبت دوراً تاريخياً منذ الأزل وصولا إلى الثورة الجزائرية حيث لقبت بالقاعدة الشرقية، ذكرها المؤرخ الكبير بلينيوس الأكبر في كتبه واشتهرت بأنها مسقط رأس القديس أوغسطين وتتميز بخصوبة أرضها وتنوّع فلاحتها وإنتاجها الزراعي الوفير وبمناطقها السقويّة الشاسعة والمتعدّدة، أصبحت عاصمة الولاية سنة 1984، تبعد بمسافة 640 كم عن العاصمة (الجزائر)، وتبعد عن المطار الدولي وميناء عنابة بمسافة 97 كم أي ما يعادل ساعة وثلاثين دقيقة من الزمن ولا تفصلها عن الحدود التونسية غير 40 كم عبر الحدادة (سوق أهراس) و 65 كم عبر الفويض.